# Beckum
Beckum è una città di 36 737 abitanti della Renania Settentrionale-Vestfalia, in Germania.
Appartiene al distretto governativo (Regierungsbezirk) di Münster e al circondario (Kreis) di Warendorf (targa WAF).
Beckum si fregia del titolo di "Media città di circondario" (Mittlere kreisangehörige Stadt).

## Gemellaggi[2]
- Grodków
- Heringsdorf
- La Celle-Saint-Cloud